# ギヴ・イット・アップ
『ギヴ・イット・アップ』（原題：Give It Up）は1972年にリリースされたボニー・レイットのセカンドアルバム。 

## 音楽と歌詞
『ギヴ・イット・アップ』はフォーク 、ブルース 、 R＆B 、 ソフトロックなどいくつかの音楽ジャンルの融合である。 アルバムの一部の曲では ニューオーリンズのブラスバンドスタイルで演奏されるブラスセクションが伴っている。鳴り響く楽器は、しばしば音楽の内外に織り込まれている。 たとえば、オープニングトラック「ギヴ・イット・アップ・オア・レット・ミー・ゴー」はアコースティックギターで始まるが、その後、 ディキシーランドミュージック連想させるブラスバンドの爆発的なサウンドに移行する。  『ギヴ・イット・アップ』は多くのゲストミュージシャンをフィーチャーしている。そのほとんどはニューヨーク州ウッドストック周辺の出身である。これらのミュージシャンの中には、未来の政治家ジョン・ホール 、マルチ楽器奏者フリーボ 、ブルース歌手ポール・バターフィールドが含まれている。全体として 『ギヴ・イット・アップ』は前作『ボニー・レイット』よりもスムースで洗練されたサウンドとなっている。 
レイットはアルバムのために3曲を書いた。他の7曲は、 ジャクソン・ブラウン、クリス・スミザー、ジョエル・ゾスなどのミュージシャンによる曲のカバーである。叙情的に、 『ギヴ・イット・アップ』はレイットの女らしさ、人間関係、そして自分自身に満足していることを中心に展開する。 伝記作家マーク・ベゴによると、 『ボニー・レイット』でのボーカルのパフォーマンスと比較すると、このアルバムで歌っている間、レイットはより自信を持って聞こえる。オールミュージックの スティーヴン・トマス・アールワインは「レイットは素朴でセクシーかもしれませんが、魅力的な官能性とバランスを取り、レコードを輝かせています」と書いている。  レイット自身が後にボーカルを批判し、「ミッキーマウスのように聞こえる!」と語った。 

## リリースと反応
| Retrospective professional reviews | Retrospective professional reviews |
| レビュー・スコア                   | レビュー・スコア                   |
| 出典                               | 評価                               |
| ---------------------------------- | ---------------------------------- |
| オールミュージック                 | [ 4 ]                              |
| Christgau's Record Guide           | A                                  |
| エンターテインメント・ウィークリー | B+                                 |
| MusicHound Rock                    | [ 7 ]                              |
| The New Rolling Stone Record Guide | [ 8 ]                              |

『ギヴ・イット・アップ』は1972年9月にワーナー・ブラザースによってリリースされた。レコードは適度によく売れ、ビルボードのトップLP＆テープチャートに入ったレイットの最初のアルバムとなり、ピークで138位に達した。1985年にアメリカレコード協会によってゴールド認定され、五十万枚の出荷を示した。 「トゥー・ロング・アット・ザ・フェア」は、ラジオ局へのプロモーション・シングルとしてリリースされたが、音楽チャートには届かなかった。
『ギヴ・イット・アップ』はリリース時に肯定的なレビューを受けた。 ビルボード誌の批評家は「ボニー・レイットはレーベルのための彼女のセカンドアルバムとして紹介されており、大物になるはずです。 "Stayed (原文ママ) Too Long at the Fair" での彼女のユニークなボーカル処理とギタースタイルとタイトル曲は、アルバムを販売するのに大いに役立つはずです」と書いている。  Record World誌は、 『ギヴ・イット・アップ』を「並外れた力作だ。 自作のナンバーからジャクソン・ブラウンの素晴らしい曲まで素材の選択は素晴らしく、演奏とプロダクションにはほとんど改善の余地がないでしょう」と解説している。  ローリング・ストーンの'評論家ジョン・ランダウもアルバムを賞賛し、「ボニー・レイットの最高の点は彼女の歌であり、 『ギブ・イット・アップ』の最高の点は彼女が最初から最後まで素晴らしい歌を歌うことである。彼女の最初のアルバムよりも幅広いスタイルと素材があり、その過程でより面白く満足のいくレコードを生み出した」と書いている。 ランドーは3曲のオリジナル曲を強調している。 
後年の評価も前向きである。 新しいローリングストーン録音ガイド で、評論家のバート・テスタは書いている：「『ギヴ・イット・アップ』は完璧なレイットのアプローチに近づいている：レイットは自身のブルースの才能を現代的なものとフォーク指向の曲のバラエティと混合し、古典的な「トゥー・ロング・アット・ザ・フェア」とエリック・カズの「ラヴ・ハズ・ノー・プライド」を見出します。」  ゲイリー・グラフは、このアルバムがワーナー・ブラザーズとのレイットのベストアルバムであり、「インスピレーションを受けたオリジナルとカバーのコレクション」と呼んだ。  オールミュージックの スティーヴン・トマス・アールワインは、 シェリル・クロウやShelby Lynneのような歌手が『ギヴ・イット・アップ』からどのようにインスピレーションを受けたのか指摘し、最終的には「南カリフォルニアの素晴らしいレコードの1つ」と表現した。  ChristgauのRecord Guide：Rock Albums of the Seventies （1981）で公開されたレビューで、 ロバート・クリストガウは次のように述べている。「レイットのレイドバックしたスタイルは、アクティブな成熟度、知性、温かさでユニークです。 クリス・スミザーの「ラブ・ミー・ライク・ア・マン」とシッピー・ウォレスの「あなたの想いどうり」で彼女は性的専門性に合わせて股間ロッカーをあえてします。 ジョエル・ゾスの「トゥー・ロング・アット・ザ・フェア」とジャクソン・ブラウンの「アンダー・ザ・フォーリング・スカイ」では、ドラムキットを使わずにリリカルなワックスに敏感なタイプを敢えて挑戦しています。 そして、彼女自身の「ユー・トールド・ミー・ベイビー」と「あなただけが」でレイットはレニー・ウェルチに好意を返すように誘います。」  クリストガウは後に『ギヴ・イット・アップ』を1970年代10年間のベストアルバムのリストで31位にランク付けした。  
2012年にローリング・ストーンの書籍版『オール・タイムでの500の偉大なアルバム』でNo.495に位置した。  

## トラックリスト
| #  | タイトル                                                                                       | 作詞 | 作曲・編曲 | 時間 |
| -- | ---------------------------------------------------------------------------------------------- | ---- | ---------- | ---- |
| 1. | 「ギヴ・イット・アップ・オア・レット・ミー・ゴー - Give It Up or Let Me Go」(ボニー・レイット) |      |            | 4:28 |
| 2. | 「あなただけが - Nothing Seems to Matter」(レイット)                                           |      |            | 4:04 |
| 3. | 「アイ・ノウ - I Know」(バーバラ・ジョージ)                                                    |      |            | 3:40 |
| 4. | 「誰かに恋するなら - If You Gotta Make a Fool of Somebody」(ルディ・クラーク)                  |      |            | 2:54 |
| 5. | 「ラヴ・ミー・ライク・ア・マン - Love Me Like a Man」(クリス・スミザー)                        |      |            | 3:10 |

| #  | タイトル                                                                                 | 作詞 | 作曲・編曲 | 時間 |
| -- | ---------------------------------------------------------------------------------------- | ---- | ---------- | ---- |
| 1. | 「トゥー・ロング・アット・ザ・フェア - Too Long at the Fair」(ジョエル・ゾス)            |      |            | 2:54 |
| 2. | 「アンダー・ザ・フォーリング・スカイ - Under the Falling Sky」(ジャクソン・ブラウン)     |      |            | 3:38 |
| 3. | 「あなたの想いどうり - You Got to Know How」(シッピー・ウォーレス, ジャック・ヴァーテル) |      |            | 3:32 |
| 4. | 「ユー・トールド・ミー・ベイビー - You Told Me Baby」(レイット)                          |      |            | 4:01 |
| 5. | 「ラヴ・ハズ・ノー・プライド - Love Has No Pride」(エリック・カズ, リビー・タイタス)     |      |            | 3:43 |

## パーソネル
- ボニー・レイット–リードボーカル、ボトルネックナショナルスティールギター（1、3）、アコースティックギター（2、4-8、10）、バッキングボーカル（3、7）、12弦ギター（6）、エレキリズムギター（9） 、アコースティックピアノ（10）
- ジャック・ヴァーテル –ナショナルリズムスティールギター（1）
- T.J.ティンドール –エレキギター（ 3、7 ）
- カル・デヴィッド –エレキギター（4）
- ルー・テリシアーノ –アコースティックピアノ（1、8）
- マーク・ジョーダン–アコースティックピアノ（3）、ビブラフォン（3）、エレクトリックピアノ（7）
- マール・ソーンダース –アコースティックピアノ（4）
- デイヴ・ホランド –アコースティックベース（ 1、2、8 ）
- クリス・パーカー –ドラム（ 1、4、8 ）
- ウェルズ・ケリー–コンガ（2、3、9）、ドラム（3、6、7、9）、カウベル（3、7）、バッキングボーカル（3）
- デニス・ウィッティド–ドラム（5）
- エリック・カズ –ビブラフォン（2）、アコースティックピアノ（6）、ホーンアレンジメント（9）
- ピーター・エクランド –コルネット（1、3）
- エイモス・ギャレット –トロンボーン（1）
- フリーボ – チューバ（1）、12弦リズムギター（2）、フレットレスベース（ 3-7、9、10 ）、バッキングボーカル（3）
- ジョン・ペイン–テナーサックス（2）、クラリネット（8）、ソプラノサックス（9）、サックスソロ（9）
- マーティ・グレブ –テナーサックス（4）、アルトサックス（9）
- テリー・イートン–テナーサックス（9）
- ジーン・ボリス・スタシュク–チェロ（6）
- ポール・バターフィールド –ハーモニカ（7）
- ジョン・ホール –バッキングボーカル（3）、エレキギター（6、9）、スティールギター（9）
- ジャッキー・ロマックス –バッキング・ボーカル（3）
- ティムムーア–バッキングボーカル（7）

### プロダクション
- プロデューサー、ライナーノーツ–マイケル・カスクーナ
- エンジニア–ケンドール・"Do The Dog"・パシオス
- リミックス–ニック・ジェイムソンとケンドール・パシオス
- オリジナル・マスタリングはスターリングサウンド（ニューヨーク、ニューヨーク）のリー・ハルコ
- リマスター–リー・ハーシュベルク
- アートディレクション– エド・スラッシャー
- 写真–マイケル・ドーボ

### ソース
- Bego, Mark (1995). Bonnie Raitt : Just in the Nick of Time. Rowman & Littlefield. ISBN 978-1-5597-2315-2